# Форёсундская крепость
Форёсундская крепость (швед. Fårösunds fästning) — ныне не действующее укрепление в Форёсунде на шведском острове Готланд, построенное в период с 1885 по 1886 год.

## История
Способность Швеции защитить свой нейтралитет была поставлена под сомнение после Крымской войны 1854—1856 годов. Англия и Франция убедили Швецию укрепить прибрежные воды острова Форё артиллерийскими батареями и морскими минами. Крепость строилась с 1885 по 1886 года и состояла из трёх стационарных батарей: Центральной (I), Северной (II) и Южной (III). На рубеже веков батареи были реконструированы. Батареи I и II получили современные скорострельные 57 мм орудия — по четыре на батарею. Форёсундская крепость, с 1915 года игравшая роль прибрежной позиции, перестала выполнять оборонительные функции 30 сентября 1919 года, её отряд береговой артиллерии был переведён в Ваксхольмскую крепость, а всё оружие с неё было вывезено. После своего закрытия крепость была передана в ведомство Шведской службе тюрем и пробации. Предполагалось, что крепость будет служить местом содержания под стражей общественно опасных преступников, если и когда будет принято соответствующее законодательство. Этого не случилось, и в 1935 году вся крепость была объявлена памятником архитектуры.
В 1993 году Национальное управление по имуществу Швеции взяло на себя управление батареями, которые до этого момента принадлежали Шведскому управлению фортификациями. В 2004 году компания Fårösund Fästning AB, владельцем которой был бизнесмен Петер Альвирус, начала возведение отеля на территории Центральной батареи и вокруг неё. 15 сентября того же года она обанкротилась, в результате чего Национальное управление по имуществу завершило строительные работы. В 2005—2006 годах объект сдавался в аренду Бьорну Густафссону. В 2008 году Pontus Fritiof через Pontus Group приобрела отель и конференц-зал Fårösund Fästning AB. 17 октября 2012 года компания Fårösunds fästning hotell och restaurang AB подала заявление о банкротстве в Стокгольмский окружной суд. В итоге право управления бизнесом и имуществом вновь получил Петер Альверус, который с осени 2012 года с Цианом Борнебушем управляет компанией Fårösunds Fästning AB.